# Cetatea dacică Piatra Roșie
Cetatea dacică Piatra Roșie este o fortificație dacică situată pe teritoriul României.

## Imagini

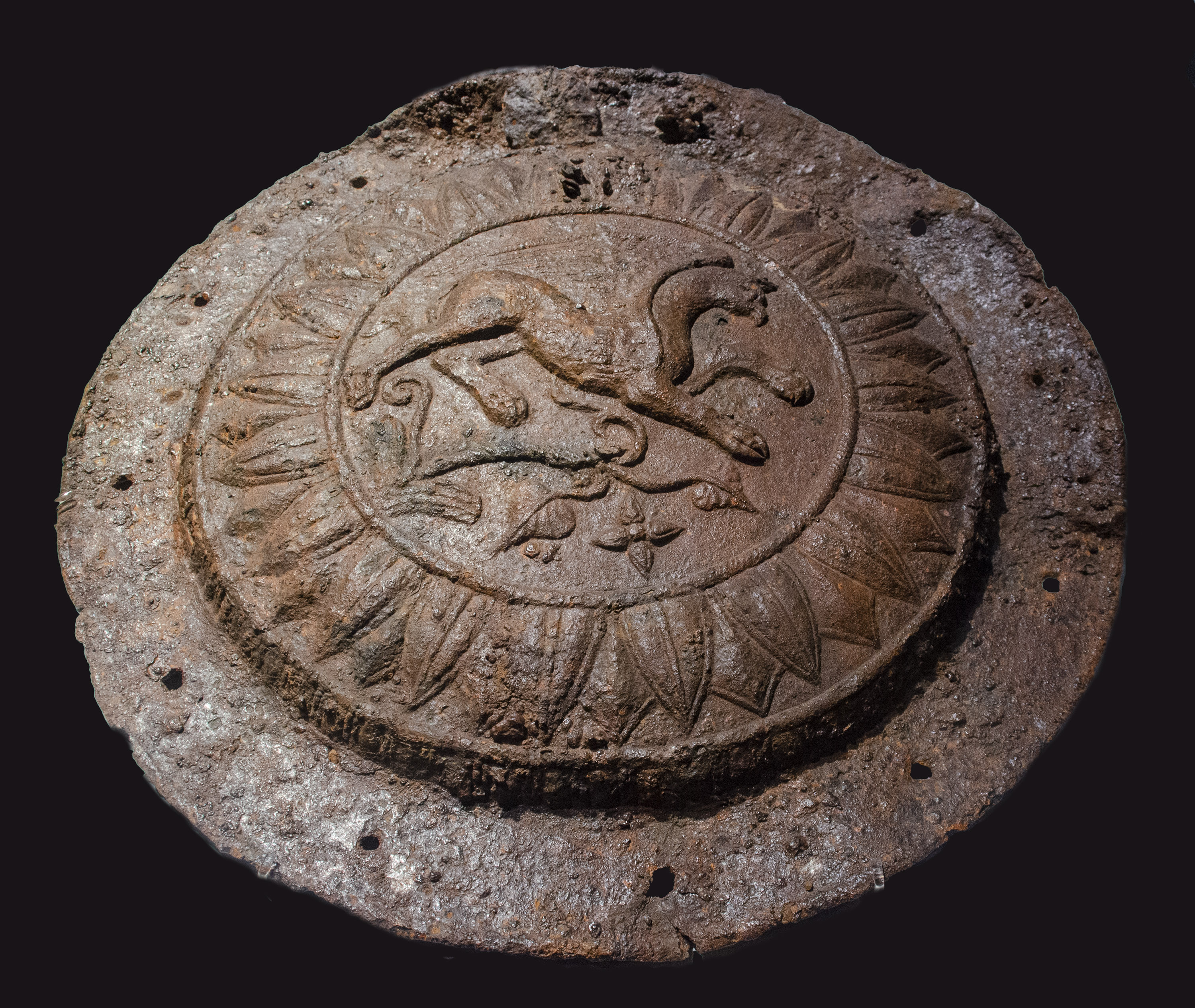
Artefact dacic găsit în sit.